# Catherine Hardy Lavender
Catherine »Cathy« Hardy Lavender, ameriška atletinja, * 8. februar 1930, Carrollton, Georgia, ZDA, † 8. september 2017.
Nastopila je na poletnih olimpijskih igrah leta 1952, kjer je osvojila naslov olimpijske prvakinje v štafeti 4x100 m s svetovnim rekordom 45,9 s, v teku na 100 m se je uvrstila v četrtfinale, v teku na 200 m pa v polfinale.